# ريال جبل طارق

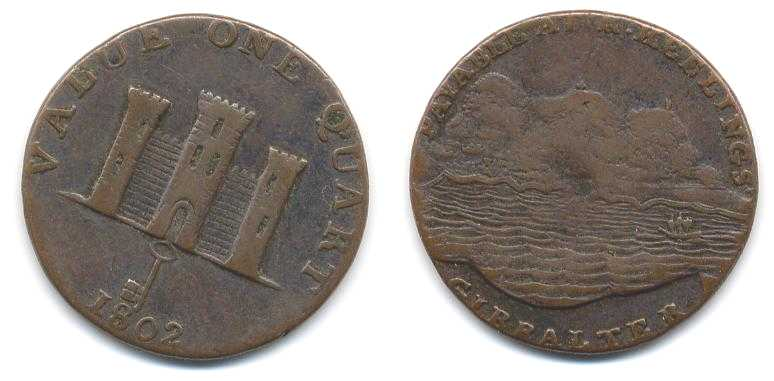
في عام 1802، أصدر روبرت كيلينج أول رمز تجاري يحمل اسم جبل طارق (على الرغم من تهجئته Gibralter).

الريال هو العملة الرسمية لجبل طارق حتى عام 1825، استمر في التداول إلى جانب العملات الإسبانية والبريطانية الأخرى حتى عام 1898.

## تاريخ
بعد احتلال البريطانيين الهولنديين لجبل طارق عام 1704، استمر تداول الريال الإسباني في المدينة. مع ذلك، لم يُفرق بين الريال الفضي (دي بلاتا) والريال المليار (دي فيلون) اللذين أصدرهما الإسبان (الريال الفضي = ريالان دي فيلون قبل عام 1737، و2½ بعده)، مما وفر ربحًا كبيرًا لضباط الجيش الذين يدفعون رواتب الجنود.
في عام 1741، حُددت أسعار الصرف التالية: 2 بلانكا = 1 مارافيدي، 4 مارافيدي = 1 كوارت، 16 كوارت = 1 ريال دي فيلون، 8 ريال دي فيلون = 1 بيزو سينسيلو (دولار حالي)، 10 ريال دي فيلون = 1 بيزو فويرتي (دولار صلب، يُعرف أيضًا بالدولار الإسباني). ضاعفت هذه الأسعار قيمة ريال دي فيلون تقريبًا مقارنة بقيمته في إسبانيا. معظم العملات المتداولة على شكل عملات نحاسية، لأن انخفاض قيمة العملات الفضية مقارنةً بالبيلون أدى إلى تصدير معظم الفضة من جبل طارق إلى إسبانيا. أُصدرت رموز تجار النحاس المقومة بالكوارت بين عامي 1802 و1820.

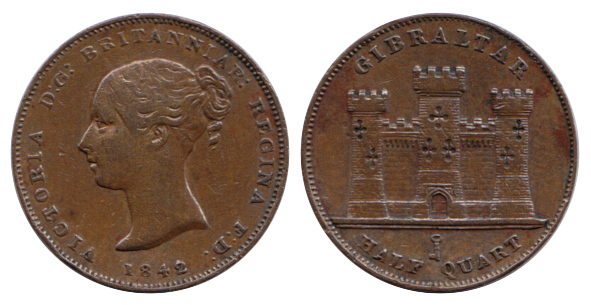
إصدار نصف ربع لعام 1842

في عام 1825، عُدلت القيم النسبية للعملات المعدنية المتداولة المختلفة وربطت بالجنيه الإسترليني. قُسم الريال دي بلاتا إلى 24 كوارتًا، مما جعل قيمة الريال دي بلاتا 96 مارافيديًا مقارنةً بـ 85 في إسبانيا. قُدر الدولار الإسباني بأربعة شلنات وأربعة بنسات، استُوردت العملات الفضية البريطانية. ومع ذلك، نظرًا لارتفاع قيمة الدولار، لم يكن من الممكن تداول العملات الفضية البريطانية، على الرغم من تداول العملات النحاسية البريطانية، بقيمة غير رسمية قدرها 1 كوارت = 1 فارذنغ (في الواقع، 1 كوارت = ١ فارذنغ). استُغل هذا التناقض أيضًا لصالح ضباط الجيش الذين بدفعون المدفوعات للقوات.
صدرت في عام 1842، عملات معدنية بفئات ½، 1 و2 وربع. بلغ إجمالي العملات الصادرة 387,072 كوارتًا (أي ما يعادل 2016 دولارًا أمريكيًا أو 436 جنيهًا إسترلينيًا و16 شلنًا)، مما سمح بدفع أجور الجنود بالكوارت بدلًا من البنسات. ومع ذلك، استمرت عملات معدنية أخرى في التداول حتى عام 1872. أصبحت العملة الإسبانية في ذلك العام هي العملة القانونية الوحيدة في جبل طارق. في عام 1898، تسببت الحرب الإسبانية الأمريكية في انخفاض قيمة البيزيتا الإسبانية بشكل مثير للقلق، وفي 1 أكتوبر من ذلك العام، طُرح الجنيه الإسترليني كعملة وحيدة لجبل طارق، في البداية على شكل عملات معدنية وأوراق نقدية بريطانية.

## الرموز، 1802-1820
أُصدرت رموز العملات للتجار في جبل طارق بين عامي 1802- 1820 على يد روبرت كيلينغ، ريتشارد كاتونز، وجيمس سبيتلز. كانت هناك فئتان: 1 ربع (أو كوارتو) 2 ربع (أو كوارتان).

### إًصدارات روبرت كيلينج
| كم         | سنة               | فئة   | وجه العملة                                                     | يعكس            |
| ---------- | ----------------- | ----- | -------------------------------------------------------------- | --------------- |
| تينيسي 1   | 1802              | 1 ربع | منظر الصخرة من الخليج و"قابل للدفع في جبل طارق" [ك‍]             | القلعة والمفتاح |
| تينيسي 2.1 | 1802              | 2 ربع | منظر الصخرة من الخليج و"قابل للدفع في جبل طارق" [ك‍]             | القلعة والمفتاح |
| تينيسي 3.2 | 1810 [تاريخ صغير] | 1 ربع | الأسد والمفتاح و"قابل للدفع لدى روبرت كيلينج وأولاده جبل طارق" | قلعة            |
| تينيسي 4.2 | 1810 [تاريخ صغير] | 2 ربع | الأسد والمفتاح و"قابل للدفع لدى روبرت كيلينج وأولاده جبل طارق" | قلعة            |
| تينيسي 3.1 | 1810 [تاريخ كبير] | 1 ربع | الأسد والمفتاح و"قابل للدفع لدى روبرت كيلينج وأولاده جبل طارق" | قلعة            |
| تينيسي 4.1 | 1810 [تاريخ كبير] | 2 ربع | الأسد والمفتاح و"قابل للدفع لدى روبرت كيلينج وأولاده جبل طارق" | قلعة            |

### إصدارات ريتشارد كاتونس
| كم       | سنة  | فئة   | وجه العملة                                              | يعكس |
| -------- | ---- | ----- | ------------------------------------------------------- | --- |
| تينيسي 5 | 1813 | 1 ربع | الأسد والمفتاح و"قابل للدفع في ريتشارد كاتونز جولدسميث" | التاج والاكليل |
| تينيسي 6 | 1813 | 2 ربع | الأسد والمفتاح و"قابل للدفع في ريتشارد كاتونز جولدسميث" | تاج وإكليل ووكيل لتصنيع الماس الحاصل على براءة اختراع من Duddell Holborn Londres (وكلاء إنتاج الماس الحاصل على براءة اختراع من Duddell Holborn (لندن)) |

### إصدارات جيمس سبيتلز
| كم       | سنة  | فئة   | وجه العملة                                  | يعكس       |
| -------- | ---- | ----- | ------------------------------------------- | ---------- |
| تينيسي 7 | 1818 | 2 ربع | الأسد والمفتاح و"قابل للدفع في جيمس سبيتلز" | قلعة موريش |
|          | 1820 | 1 ربع | الأسد والمفتاح و"قابل للدفع في جيمس سبيتلز" | قلعة موريش |
| تينيسي 9 | 1820 | 2 ربع | الأسد والمفتاح و"قابل للدفع في جيمس سبيتلز" | قلعة موريش |

## عملات معدنية، 1842
| سنة  | فئة             | وجه العملة                                                   | يعكس                                              |
| ---- | --------------- | ------------------------------------------------------------ | ------------------------------------------------- |
| 1842 | ½ و 1 و 2 كوارت | الملكة فيكتوريا و"فيكتوريا D:G: بريتانيار: ريجينا F:D: 1842" | القلعة والمفتاح. "جبل طارق" أعلاه، والطائفة أدناه |

تَجدر الإشارة أن نسخًا من هذه العملات صدرت أيضًا في عامي 1860 و1861.